# دانيال جاي هارينجتون
دانيال جاي هارينجتون (بالإنجليزية: Daniel J. Harrington)‏ هو كاهن كاثوليكي أمريكي، ولد في 19 يوليو 1940، وتوفي في 7 فبراير 2014 في Weston, Massachusetts ‏ في الولايات المتحدة بسبب سرطان.